# Haruna Matsumoto
Haruna Matsumoto –en japonés, 松本 遥奈, Matsumoto Haruna– (Sapporo, 26 de julio de 1993) es una deportista japonesa que compite en snowboard.
Ganó una medalla de plata en el Campeonato Mundial de Snowboard de 2017, en la prueba de halfpipe. Adicionalmente, consiguió tres medallas en los X Games de Invierno.

## Medallero internacional
| Campeonato Mundial | Campeonato Mundial     | Campeonato Mundial | Campeonato Mundial |
| Año                | Lugar                  | Medalla            | Prueba             |
| ------------------ | ---------------------- | ------------------ | ------------------ |
| 2017               | Sierra Nevada (España) | Medalla de plata   | Halfpipe           |

| X Games de Invierno | X Games de Invierno    | X Games de Invierno | X Games de Invierno |
| Año                 | Lugar                  | Medalla             | Prueba              |
| ------------------- | ---------------------- | ------------------- | ------------------- |
| 2020                | Hafjell (Noruega)      | Medalla de bronce   | Superpipe           |
| 2021                | Aspen (Estados Unidos) | Medalla de bronce   | Superpipe           |
| 2022                | Aspen (Estados Unidos) | Medalla de bronce   | Superpipe           |